# Brücke der Freundschaft Afghanistan-Usbekistan
Die Brücke der Freundschaft ist eine kombinierte Eisenbahn- und Straßenbrücke über den Amudarja, der die Grenze zwischen Afghanistan und Usbekistan bildet. Sie verbindet die ca. 12 km flussabwärts gelegene usbekische Stadt Termiz mit dem afghanischen Ort Hairatan. Sie ist die einzige Brücke entlang der 135 km langen Grenze zwischen diesen beiden Ländern.
Die nächstgelegene Brücke flussaufwärts ist die Tadschikistan–Afghanistan-Brücke über den Pandsch zwischen Pandschi Pojon und Schir Chan Bandar nördlich von Kundus. Ca. 120 km flussabwärts steht eine Rohrleitungsbrücke in Form einer Hängebrücke bei dem turkmenischen Ort Kelif. Im 200 km Luftlinie entfernten turkmenischen Kerki stehen die nächsten Straßen- und Eisenbahnbrücken.
Die rund 816 m lange und 15 m breite Brücke besteht aus neun stählernen Fachwerkträgern mit Stützweiten von je 90 m.
Die über die Brücke führende breitspurige Eisenbahnstrecke vom russischen Eisenbahnnetz über Kasachstan und Usbekistan endete jahrzehntelang unmittelbar südlich der Brücke im afghanischen Grenzort Hairatan. Die Bau der 75 km langen Verlängerung zum Flughafen von Masar-e Scharif erfolgte von Januar bis November 2010.

## Geschichte

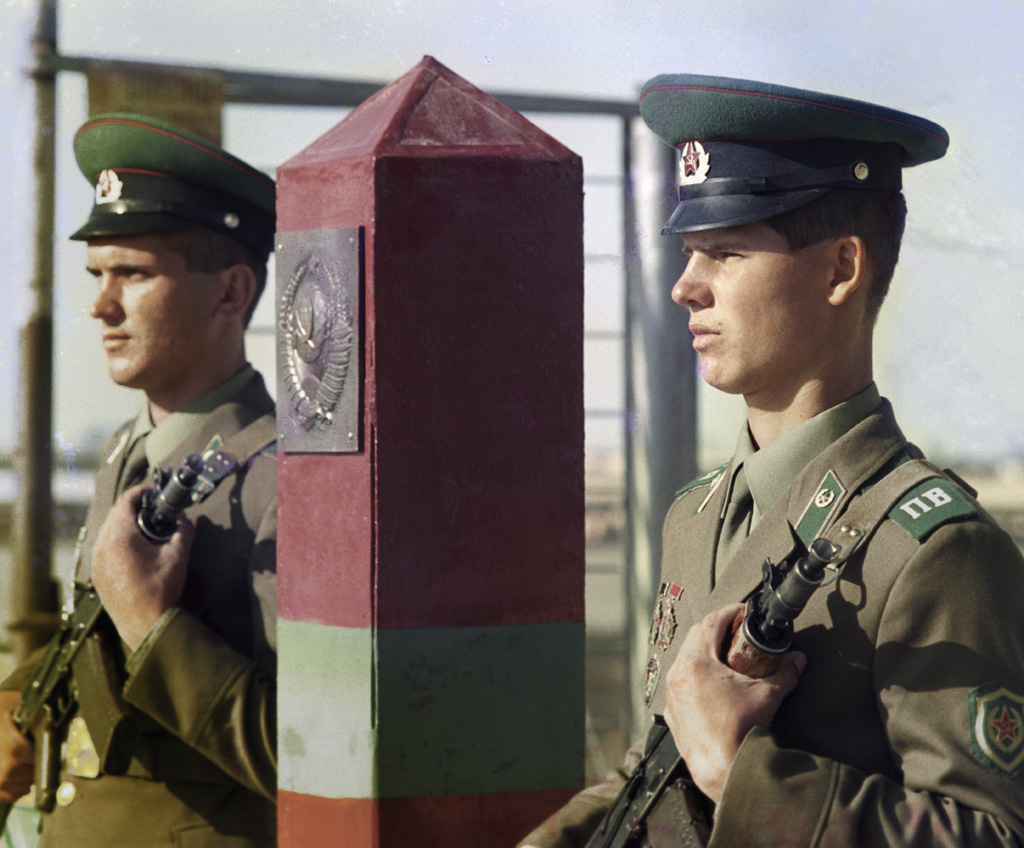
Sowjetische Grenzposten (1988)

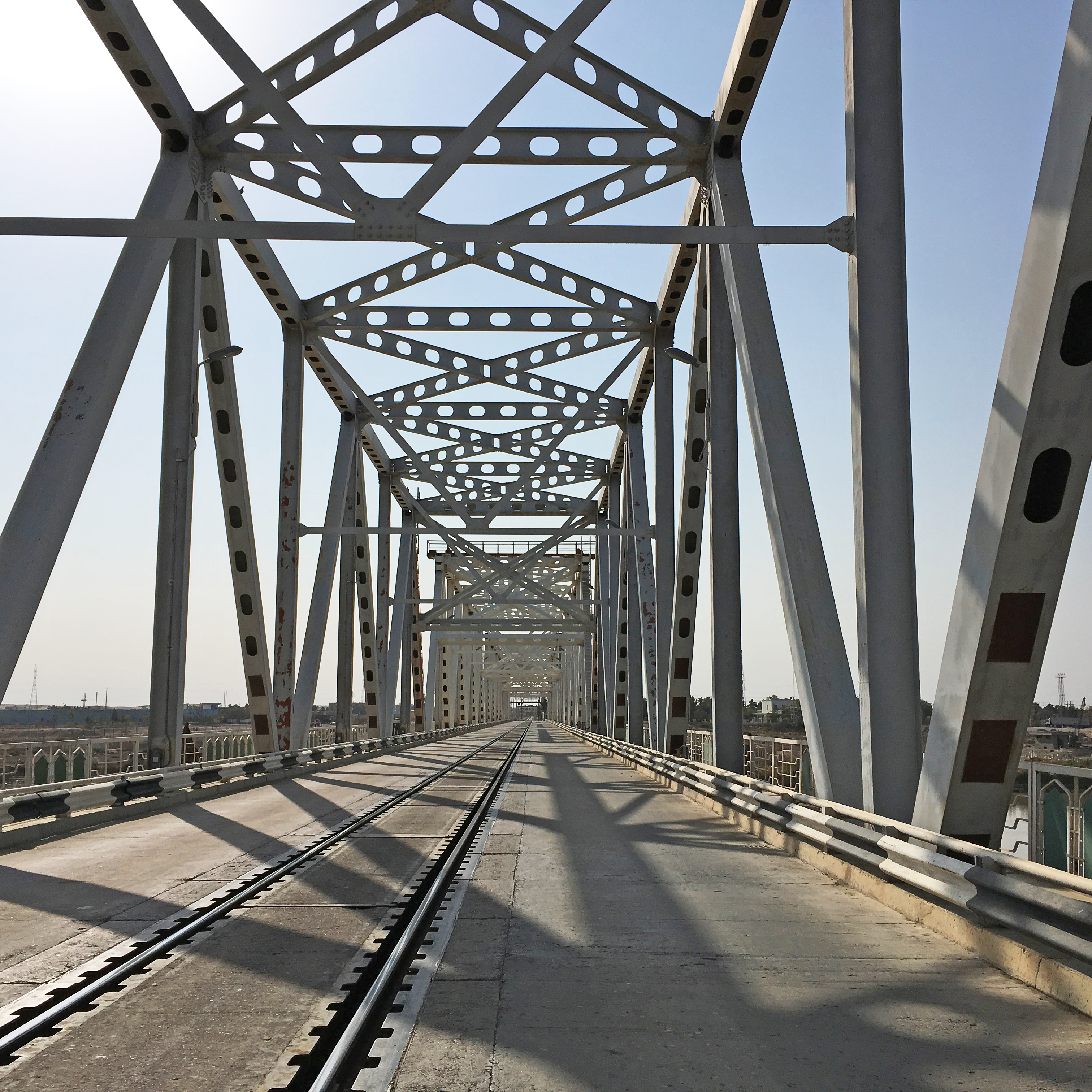
Blick in Richtung Afghanistan

Die Brücke wurde zwischen 1980 und 1982 von der Sowjetarmee zur Versorgung ihrer Truppen während der Intervention in Afghanistan errichtet. Die Eröffnungszeremonie fand am 12. Mai 1982 statt.
Am 15. Februar 1989 zogen die letzten sowjetischen Truppen wieder aus Afghanistan ab, wobei Generalleutnant Boris Wsewolodowitsch Gromow als letzter sowjetischer Soldat die nördliche Hälfte der Brücke zu Fuß überquerte.
Die Brücke wurde im Mai 1997 geschlossen, nachdem die Taliban große Teile Afghanistans erobert und einen Angriff auf die Stadt Masar-e Scharif begonnen hatten und Usbekistan eine Ausweitung der Auseinandersetzungen auf sein Staatsgebiet befürchtete.
Nach Verhandlungen zwischen dem damaligen Außenminister der Vereinigten Staaten Colin Powell und Islom Karimov, dem Staatspräsidenten von Usbekistan, erfolgte die Wiedereröffnung am 9. Dezember 2001 mit einem Zug voller Hilfsgüter für Afghanistan, dem später ein ebenfalls mit Hilfsgütern beladener Konvoi russischer Lkws folgte.